# Gulzarilal Nanda
Gulzarilal Nanda (4 tháng 7 năm 1898 – 15 tháng 1 năm 1998) là nhà kinh tế học và chính trị gia Ấn Độ chuyên về vấn đề lao động. Ông là Thủ tướng Ấn Độ trong hai giai đoạn ngắn sau cái chết của Jawaharlal Nehru năm 1964 và Lal Bahadur Shastri năm 1966. Cả hai nhiệm kỳ của ông kết thúc khi các lãnh đạo Đảng Quốc Đại Ấn Độ trong Quốc hội bầu Thủ tướng mới. Ông được tặng thưởng Bharat Ratna, giải thưởng dân sự cao nhất của Ấn Độ, năm 1997.